# Drosophila distinguenda
Drosophila distinguenda är en tvåvingeart som tillhör undersläktet Hawaiian Drosophila och är endemisk för Hawaiiöarna.

## Taxonomi och släktskap
Drosophila distinguenda beskrevs av Elmo Hardy 1965. Arten ingår i släktet Drosophila, undersläktet Hawaiian Drosophila, artgruppen Drosophila grimshawi och artundergruppen Drosophila distinguenda.

## Utbredning
Artens utbredningsområde är Hawaiiöarna.